# Seat IBe
Le Seat IBe est un prototype de voiture électrique présenté par Seat au Salon de Genève 2010. Quelques mois plus tard, une seconde version plus avancée est présentée au Mondial de l'automobile de Paris 2010. Son nom IB vient de Ibérica qui fait référence à la péninsule ibérique et la lettre E signifie électrique.
Bien qu'essentiellement conçu pour la mobilité urbaine, ce coupé électrique cherche à allier style et plaisir de conduire. 
A l'aide d'un téléphone portable (type smartphone), le conducteur pourra connaître la charge de la batterie et les données de l'ordinateur de bord ou écouter de la musique sur le système audio de la voiture. La Seat IBE est préparée pour ce que la marque appelle la communication Car-to-X. Il s'agit d'un futur réseau d'information où il sera possible d'échanger des informations, par exemple sur le trafic, avec d'autres véhicules ou avec des « éléments d'infrastructure routière ».
Ce n'est pas la première fois que la marque espagnole présente un prototype électrique : il y en a déjà eu plusieurs; le premier véhicule électrique fut la Toledo I en 1992, suivi de l'Ibiza II électrique SEAT en 1993 et du Seat l'Inca Electric en 1995.

## Mesures
Le prototype du Salon de Paris 2010 a des dimensions différentes (3,83 m de long, 1,77 m de large et 1,23 m de haut) de celles de Genève 2010 (3,78 m, 1,80 m et 1,22 m respectivement). La Leon III s'est inspirée de ce concept.